# 豊橋市立東陵中学校
豊橋市立東陵中学校（とよはししりつとうりょうちゅうがっこう）は、愛知県豊橋市牛川町にある公立中学校。

## 概要
かつては隣の青陵中学校の校区であったが、青陵中学校の生徒増加により1997年（平成9年）4月に新設された学校である。
山を削って作られた高台にある学校で豊橋市内を一望できる。昼は海が見え、夜は星や夜景がきれいである。校区は鷹丘小学校のみで成り立っている。

## 校舎
校舎は開校当時話題になったカラフルな校舎である。色はオレンジ色がベースになっている。学校の中庭や校舎内にはいろいろなオブジェが飾られている。
また、運動場にある大階段を正面から見ると鷹の絵が描かれている。その階段の隣には滝がある（滝は雨が降ると溝から流れ出てくるというユニークなもの）。他にも、広い廊下や移動式の壁、2階のベランダ(SUNSHINE広場)、開放的な中庭(ガウディ広場)などがありとても環境が良い学校である。

## 部活動
- 軟式野球部
- 陸上競技部 - 砲丸投で全国大会の出場経験がある。
- ソフトテニス部
- バレーボール部 - 女子バレーボール部は、全国大会の出場経験がある。
- バスケットボール部
- 卓球部
- 剣道部
- 吹奏楽部 - 全国大会出場経験がある。
- 美術部
- 園芸部

## 火災
- 平成17年10月23日午後7時10分ごろ北校舎1階にある1年3組の教室から出火して教室を半焼した。校舎内は無人で放火の疑いがある。ちょうど体育祭、文化祭の一週間前だったが体育祭も文化祭も予定通りに行われた。また、教室は半焼で済んだが燃えた時に発生したススの影響で1年生の教室は使えなくなり、すべての教室を改装工事した。

- 平成18年11月18日午前0時30分ごろ南校舎1階にある第二理科室から出火して実験台の一部を焼いた。校舎内には男性教師が残業しており、火災報知機がなったため119番した。出入口はすべて施錠されており、校内45ヶ所に設置されているカメラにも不審者が映っていなかった。原因は不明。

## 所在地
- 〒440-0006　愛知県豊橋市牛川町字乗小路32番地35

## アクセス
- 豊鉄バス牛川金田線
  - 忠興2丁目下車、徒歩約8分
- 豊橋鉄道市内線
  - 赤岩口停留場下車、徒歩約20分